# Seginius

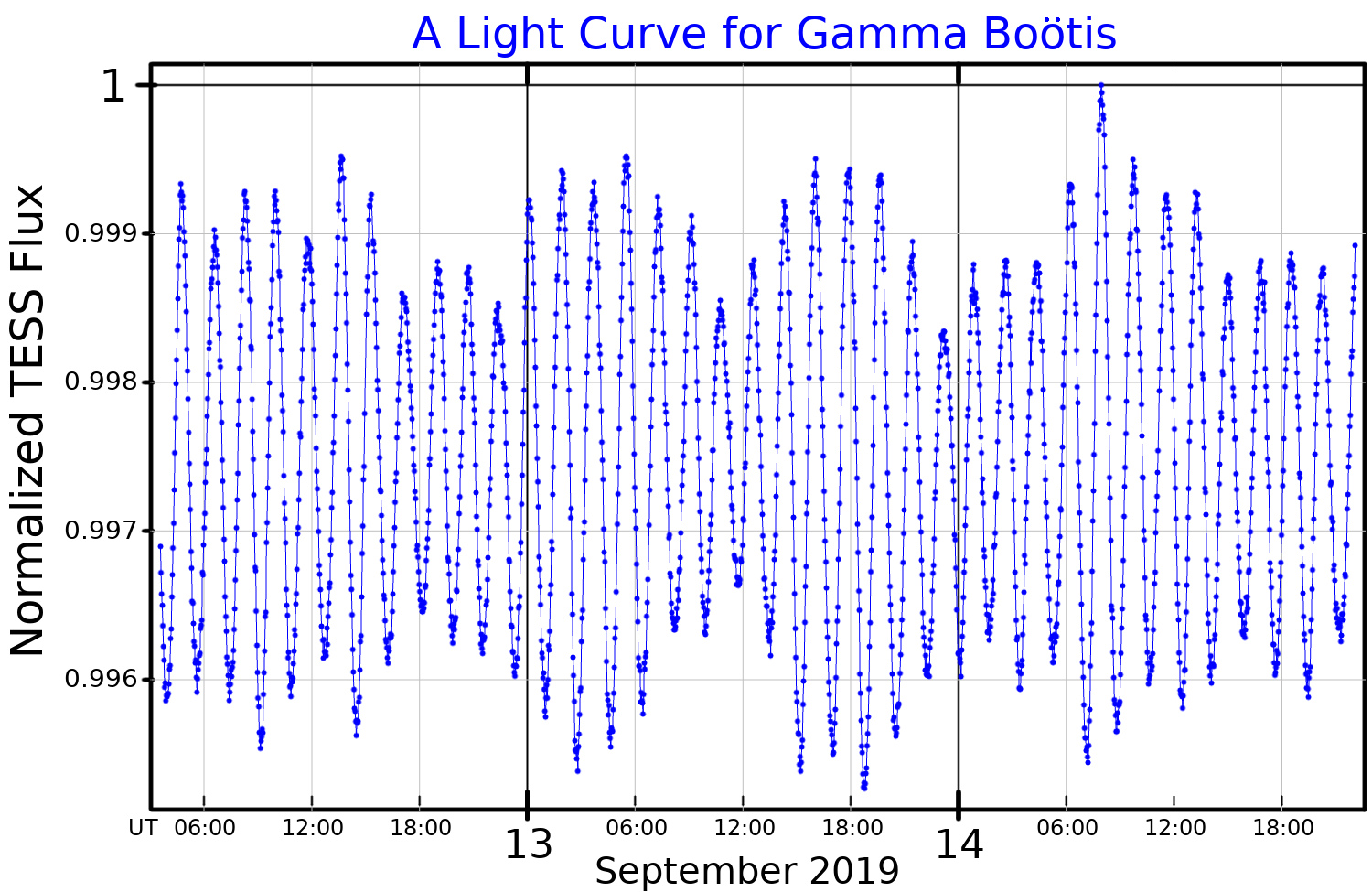
Lichtkromme van Seginius

Seginius, Ceginius of gamma Bootis (γ Bootis) is een ster in het sterrenbeeld Ossenhoeder (Boötes).
De ster staat ook bekend als Haris in Becvar.